# Mingshan (Ya’an)

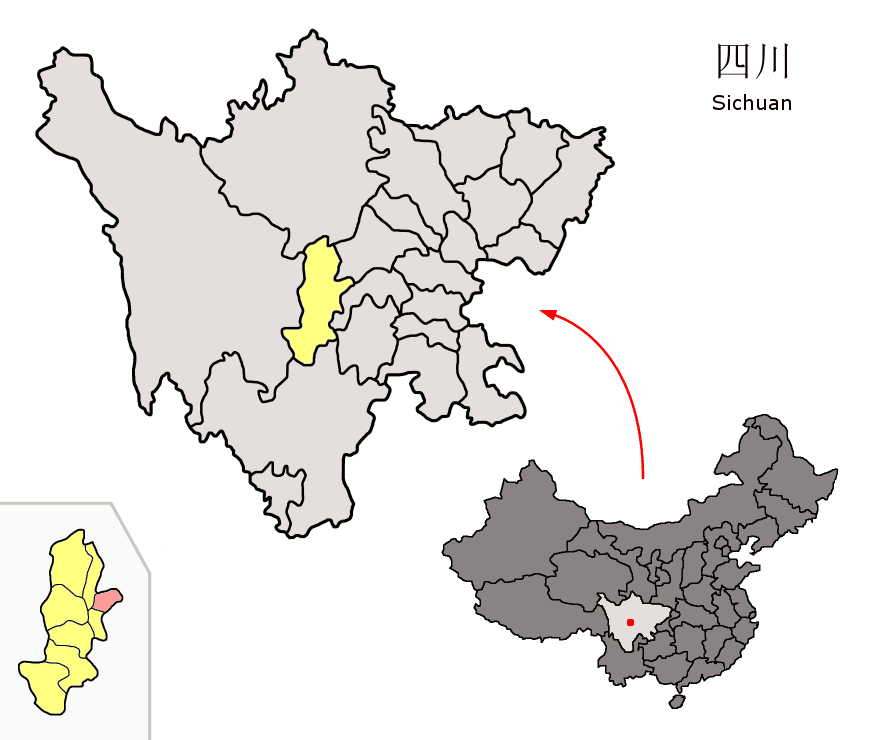
Lage des Stadtbezirks Mingshan (rosa) innerhalb von Sichuan.

Mingshan (chinesisch 名山区, Pinyin Míngshān Qū) ist ein Stadtbezirk der bezirksfreien Stadt Ya’an im zentralen Westen der südwestchinesischen Provinz Sichuan. Er hat eine Fläche von 612,4 km² und zählt 254.632 Einwohner (Stand: Zensus 2020). Sein Hauptort ist die Großgemeinde Mengyang (蒙阳镇).

## Administrative Gliederung
Auf Gemeindeebene setzt sich der Stadtbezirk aus neun Großgemeinden und elf Gemeinden zusammen. 